# Râul Poienii, Alun
Râul Poienii este un curs de apă, afluent al râului Alun. 

## Hărți
- Harta județului Hunedoara
- Harta Munții Șureanu  Arhivat în 11 mai 2012, la Wayback Machine.